# Ga Mongchontoseong
Ga Mongchontoseong (World Peace Gate) (Tiếng Hàn: 몽촌토성(평화의문)역, Hanja: 夢村土城(平和의門)驛) là ga tàu điện ngầm trên Tàu điện ngầm Seoul tuyến 8  ở Bangi-dong, Songpa-gu, Seoul. Nó nằm gần Mongchontoseong và World Peace Gate.

## Lịch sử
- 2 tháng 7 năm 1999: Việc kinh doanh bắt đầu với việc khai trương đoạn Jamsil ~ Amsa của Tàu điện ngầm Seoul tuyến 8.

## Bố trí ga
| Văn phòng Gangdong-gu ↑ |
| \| N/B                  |
| ↓ Jamsil                |

| Hướng Bắc | ● Tuyến 8 | ← Hướng đi Cheonho · Amsa · Guri · Byeollae        |
| Hướng Nam | ● Tuyến 8 | → Hướng đi Jamsil · Chợ Garak · Bokjeong · Moran → |

## Xung quanh nhà ga
| Lối ra \| 나가는 곳 \| Exit \| 出口 | Lối ra \| 나가는 곳 \| Exit \| 出口 |
| ----------------------------------- | --- |
| 1                                   | Cổng Hòa bình Công viên Olympic Quảng trường Hòa bình và Hồ Mongchon Nhà tưởng niệm Olympic Seoul và Pháo đài Mongchontoseong Hội trường Olympic Bảo tàng Hanseong Baekje · Bảo tàng nghệ thuật Soma Quỹ xúc tiến thể thao Hàn Quốc |
| 2                                   | Bangi 2-dong · Trung tâm cộng đồng Bangi 2-dong Wiryeseong-daero Trường trung học cơ sở Bangi Công viên Songpa Bangi Trung tâm phúc lợi cộng đồng Bangi                                                                             |
| 3                                   | Văn phòng Songpa-gu Trung tâm Y tế Công cộng Songpa-gu Trung tâm giáo dục cộng đồng |
| 4                                   | Jamsil 4-dong Trung tâm Giao thông Seoul Sincheon-dong Hướng Ga Jamsil |
| 5                                   | Trung tâm cộng đồng Jamsil 4-dong · Khu vực Sincheon Olympic-daero Trường tiểu học Seoul Jamsil Hướng đi Trung tâm Y tế Seoul Asan Bưu điện Jamsil 4-dong Jamsil Parkrio                                                            |

## Hình ảnh

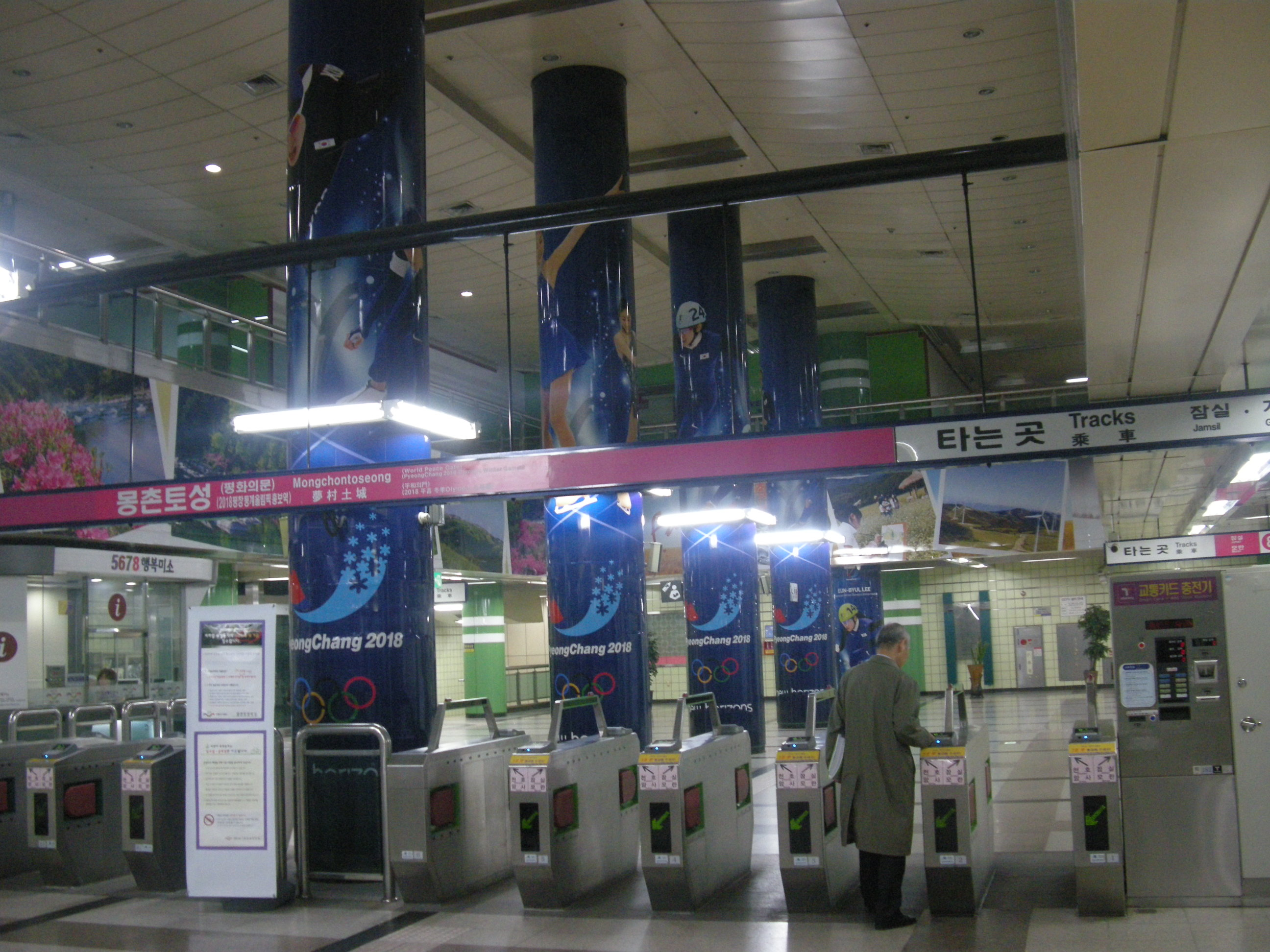
Cửa soát vé
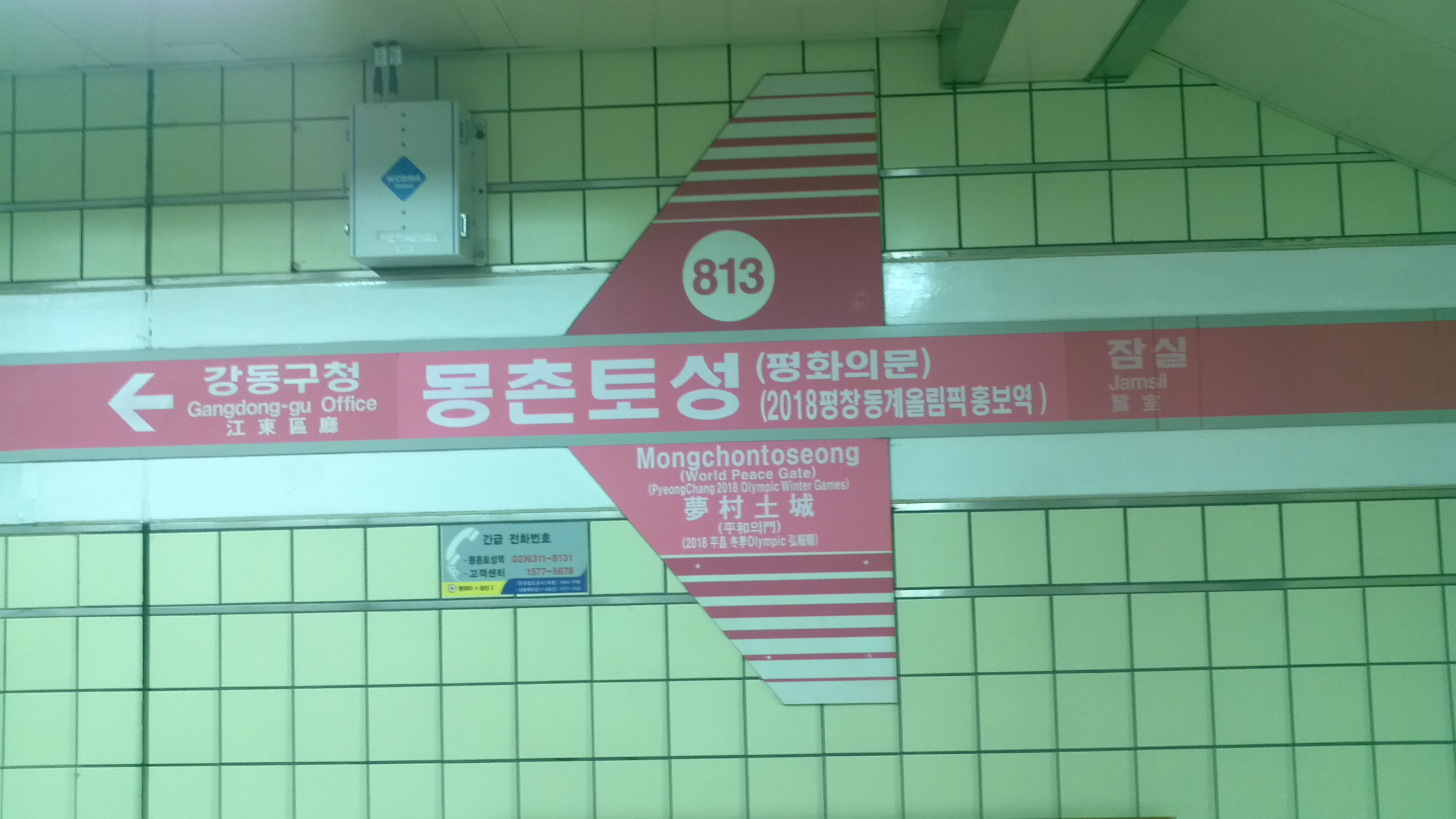
Bảng tên ga